# 东兴街道 (白山市)
东兴街道，是中华人民共和国吉林省白山市浑江区下辖的一个乡镇级行政单位。

## 行政区划
东兴街道下辖以下地区：
东山社区、林丰社区、铁路社区、光明社区、银河社区、东岗社区和解放社区。